# Гнухское ущелье
Гну́хское ущелье или Кно́гское ущелье (осет. Гнугъгом, по селению Гнуг (Гнух) и осет. ком — «ущелье») — ущелье на северо-востоке частично признанного государства Южная Осетия в Цхинвальском районе РЮО (или, по законам Грузии, в Горийском муниципалитете). Расположено в верхнем течении долины реки Малая Лиахва.